# 대한민국 형사소송법 제224조
대한민국 형사소송법 제224조는 고소의 제한에 대한 형사소송법의 조문이다. 본 조항은 한국 고유의 유교적 존통인 '효'라는 측면에서 비속이 존속을 고소하는 행위의 반윤리성을 억제하고자 이를 제한하는데 그 취지가 있다

## 조문
제224조(고소의 제한) 자기 또는 배우자의 직계존속을 고소하지 못한다.

第224條(告訴의 制限) 自己 또는 配偶者의 直系尊屬을 告訴하지 못한다.

## 판례
자기 또는 배우자의 직계존속을 고소하지 못하도록 규정한 형사소송법 제224조는 '효'라는 우리 고유의 전통규범을 수호하기 위하여 비속이 존속을 고소하는 행위의 반윤리성을 억제하고자 이를 제한하는 것으로 합리적인 근거가 있는 차별이라고 할 수 있으므로 평등원칙에 위반되지 아니한다

## 참고 문헌
- 손동권 신이철, 새로운 형사소송법(초판, 2013), 세창, 2013. ISBN 9788984114081

## 같이 보기
- 배우자
- 직계존속
- 유교
- 가족
- 친고죄
- 평등권
- 친족상도례